# 정진혁 (시인)

정진혁은 1960년 청주에서 태어난, 대한민국 시인이다. 공주대학교 사범대학 국어교육과를 졸업하고, 인천에서 교직 생활을 했다. 2008년 <내일을 여는 작가> 신인상을, 2009년 제1회 구상문학상 신인상을 수상하였다. 

## 시집
- 「간잽이」(2010)
- 자주 먼 것이 내게 올 때가 있다  (2015)
- 사랑이고 이름이고 저녁인 (2020)
- 드디어 혼자가 왔다 (2023)

## 수상경력
- 2008년 - <내일을 여는 작가> 신인상
- 2009년 - 제1회 구상문학상 젊은 작가상 수상
- 2013년 - 아르코 창작기금 수혜
- 2014년 - 천강문학상 수상
- 2018년 - 아르코 창작기금 수혜